# كنائس بغداد في العهد العثماني
كنائس بغداد في العهد العثماني، الكنيسة هي مكان العبادة عند النصارى، ومن مكوناتها مذبح الكنيسة: وهو موضع يقيم عليه الكاهن ذبيحته الرمزية. وقد اشتهرت كنائس وأديرة عديدة يصلي فيها النصارى ورغم الإهمال فهي لا تزال موجودة في بغداد وأطرافها منذ القدم، وقد أشارت إلى تلك المعالم الدينية العديد من المؤلفات التي تخصصت بهذا المجال ومنها على سبيل المثال، كتاب الديارات لأبي الفرج الأصفهاني وكذلك ديارات الشابشتي وكتب بلدانية وجغرافية تطرقت إلى مواقع بعض من أديرة وبيع وكنائس النصارى ببغداد، كمعجم البلدان لياقوت الحموي وغيره من المراجع.

## كنيسة الأرمن الأرثوذكس
ذكر عدد من الرحالة اللذين قدموا إلى بغداد، بانه لم يكن للأرمن الأرثوذكس كنيسة في مدينة السلام، بالرغم من ان وجودهم في بغداد يعود إلى قبل عام 1604م، حيث وصل قوم من الأرمن الكاثوليك والأرمن الأرثوذكس، وأقاموا في محلات الميدان والشورجة حيث كان النصارى يسكنون. وهذا السائح تافرنييه الذي كان في بغداد سنة 1676م الذي قال: ونصارى بغداد ثلاث فرق. فمنهم نساطرة ولهم كنيسة، والأرمن، واليعاقبة (سريان أرثوذكس) وهؤلاء لا كنيسة لهم. بل كانوا يصلون في كنيسة الكبوشيين الذين يقيمون لهم الشعائر الدينية. وعلى نحو ربع فرسخ من المدينة كانت هناك بيعة للنصارى كانوا يقصدونها للتعبد تعرف باسم بيعة (خضر الياس) فكانوا يدفعون للاتراك مبلغاً زهيداً لدخولها لكون مفاتيحها كانت بايديهم.
وهذا المستشرق الفرنسي فيبور الذي أتى بغداد في عهد واليها قبلان باشا سنة (1087-1088ه‍/ 1676-1677م) على ما في كتابه المسمى (مسرح تركية) حيث قال: وكان هؤلاء الناس (الأرمن) كأنهم من طائفة الآباء الكبوشيين لأن لا كنيسة لهم في بابل (بغداد) الا كنيسة الآباء المار ذكرهم، وفيها يقيمون صلاتهم بحسب طقسهم ويحضرون القداس ويقبلون الأسرار. 
ولما تولى الوزير أحمد باشا (المتوفى سنة 1748م) رئاسة العراق حاصر ملك إيران نادر شاه بغداد. فدافع عنها أحمد باشا دفاع المستميت. فتضعضعت من جراء ذلك مالية الحكومة المحلية وأصاب خزينتها نقص كبير. ففرض ضرائب جديدة على سكان بغداد كافة. وكان في بغداد ذلك الوقت الأرمني (كيورك نزاريت) الذي عرف فيما بعد عند البغداديين باسم (كوك نزر)، واطلقوا على المحلة التي كان يسكنها قرب الكنيسة الآتي ذكرها (محلة كوك نزر)، وكان منصبه سلحدار الوزير أحمد باشا وذا مقام رفيع لدى الحكام والولاة. حيث اتفق مع صديقه الحميم جامع الضرائب ومحصلها الكهية سليمان باشا (المتوفى سنة 1762م) على ان يستولي أبناء طائفته الأرمن على كنيسة النساطرة الكلدان، مدعين ان لا حاجة لهم إلى كنيسة لكونهم دانوا بالكاثوليكية واخذوا يترددون إلى كنيسة اللاتين. ودفعت اموالا مقابلها ومنذ ذلك الحين بدأ من يدفع مالاً أكثر من بينهم يستولي على هذه الكنيسة. استولى الأرمن الأرثوذكس على كنيسة الكلدان ولا تزال بايديهم إلى اليوم. وقد أسموها باسم العذراء مريم. ومن ثم بنو لهم كنيسة جديدة في محلة رأس القرية سنة 1852م بعد حصولهم على فرمان بالموافقة على بنائها واشترك في افتتاحها الكثيرون من مختلف الطوائف النصرانية واسموها على اسم الثالوث المقدس (سورب يرور نوطيون).

## كنيسة الآباء الكبوشيين
لاقى الآباء الكبوشيين الكاثوليك صعوبات جمة أيام وافوا بغداد في 10 آب سنة 1628م وكانوا ثلاثة من الفرنسيين وهم كل من الأب جبرائيل والثاني الأب باسيفيك واما الثالث فكان الأب جست. وكانت وجهتهم الحقيقية إلى إيران ليؤسسوا مركزا دينيا لهم في أصفهان. ولكن قبل مغادرتهم بغداد استطاعوا ان يفتحوا مصلى في إحدى دور النصارى بعدما استحصلوا الأذن من الحكام. وعملوا احتفالاً حضره جمع غفير منالنساطرة والسريان والأرثوذكس والأرمن والروم. فاستحسن هؤلاء الآباء الكبوشيون ان يقيموا مقرا لهم في الزوراء. فابقوا واحدا منهم في بغداد وهو الأب جست فاشترى سنة 1631م دارا في محلة رأس القرية واتخذها له ولأبناء رهبانيته مأوى وكنيسة. وكانت تلك الكنيسة على اسم القديس يوسف. وهي أول كنيسة شيدت في مدينة السلام بهذا الاسم. وقد تنعموا براحة لم تدم كثيرا فعندما فتح السلطان مراد الرابع بغداد سنة 1638م رفع جماعة من مناوئي الرهبان الكبوشيين عريضة يسترحمون بنزع الدير والمعبد لأنهما يجاوران قبر الشيخ محمد الأزهري فاجاب طلبهم ولكنه اعيد اليهم فيما بعد بوساطة السنيور ميشيل (ميخائيل) الإيطالي ومدير المدفعية العثمانية في حلب والشام وبغداد. وايد السلطان المذكور بفرمان سلطاني الدير والمعبد للرهبان الكبوشيين كما أيد حقوقهم سنة 1655م السلطان محمد الرابع. غير ان الوالي محمد باشا الخاصكي امر بهدمهما سنة 1658م وأقام على انقاضهما جامعا يعرف اليوم بجامع الخاصكي وبعد شهر واحد ندم الوالي على عمله ولا سيما في اثناء مرضه اذ شفاه منه أحد الأخوة الكبوشيين. فاعطاهم دارا واسعة كانت في السابق محلا لبريد حلب ثم مقرا للسفير الأنكليزي مدير شؤون بريد شركة الهند الشرقية وفي هذه الدار سرداب واسع جعلوه كنيسة وموقعها اليوم امام جامع الخاصكي. وقد وافاها نصارى بغداد على اختلاف طوائفهم ولا سيما لمن لم يكن لهم كنيسة خاصة بهم.

## كنيستا الآباء الكرمليين
للآباء الكرمليين في بغداد كنيستين وعرفتا بكنيستي اللاتين. حيث قدم إلى بغداد سنة 1608م الأب الراهب بولس سيمون وهو يعد أول مرسل كرملي دخل هذه المدينة. والحدث الأهم هو سنة 1826م حيث تم تنصيب الأب برناردي وال الكرملي أسقفا على بابل (بغداد) ونائبا رسوليا على أصفهان باسم جان. غير ان حاكم بغداد لم يأذن له وللآباء الكرمليين ان يدخلوها فاضطر هو وخلفاؤه ان يسكنوا اصفهان. ولما اقيم الأب عمانوئيل الكرملي أسقفاً على بابل (بغداد) سنة 1642م سمح له ان يقطن بغداد. وفي سنة 1628م تبرعت امرأة مسيحية تقية تدعى ماري ريكوار بوقف نقدي قدره ستة آلاف روبل اسباني لنشر الكثلكة في بلاد الشرق، فخصص البابا اربانس الثامن ريع هذا المبلغ لأساقفة الأبرشية اللاتينية البابلية بشرط ان يكون مطرانها فرنسيا وأن يقيم في كرسيه. وكذلك فعل بعده البابا بيوس السابع سنة 1711م بنفقة ريع هذا المبلغ على شرقيي هذه الأبرشية نفسها. اما رسالة بغداد للآباء الكرمليين فقد اسست نحو سنة 1721م يوم دخلها يوسف مارية وارله الكرملي الفرنسي (المتوفى سنة 1742م) وهو أول نائب رسولي للرسالة الكرملية وكان مركز ادارته في بغداد. غير ان النصارى لم يجسروا على ايوائه في دورهم خوفا من الوشاة. فبقي متنقلا مدة ثماني سنوات بين ديار بكر والبصرة أو يسكن في مدينة السلام بعيدا عن الأنظار حتى هرب إلى حلب واستقر فيها. فارسل عوضه الأب عمانوئيل بايه الكرملي في اواخر عام 1728م نائبا رسوليا. فنزل دار أحد الكاثوليك في بغداد فوشى به إلى الحاكم فأمر بسجنه ولما صار خبره لدى سفير فرنسا سماه قنصلا لدولته في بغداد فأطلق سراحه يعظ ويعلم ثم سافر إلى بنديشيري من أعمال الهند وطلب من حاكم هذه المدينة ان يزوده برسالة إلى والي بغداد أحمد باشا (1736-1748م) ليأذن له بأقامة دار للأباء الكرمليين فنال أمنيته وكان قد أبتاع سنة (1731م) دارا في محلة سوق الغزل فرممها واصلحها وأنشأ فيها معبدا صغيرا على اسم مار توما الرسول، ثم بإذن من روما جعله على اسم مار توما الرسول ومار يوسف خطيب العذراء، وكان هذا المعبد يقع في مدرسة القديس يوسف، وقد هدم الآن واصبح قسم منه باب يؤدي إلى فناء الكنيسة والمدرسة المذكورة، وبعد حين وسع هذا المعبد الاب اغناطيوس المرسل الكرملي من ماردين الذي دبر رسالة بغداد بأسم نائب مؤقت كما وسعه الأب ولفانج. وبقيت هذه الكنيسة عامرة زهاء اربعين ومائة سنة. اما الاباء الكرمليون فكانوا يسكنون في الدار الواقعة ازاء هذه الكنيسة. وكان الوشاة يذيعون من وقت إلى أخر ان الاباء الكرمليين يغرون النصارى الشرقيين على تغيير جنسيتهم، ففي سنة (1737م) قام رجال الكهية سليمان باشا بختم الدير بختم الحكومة وساقوا الاب عمانوئيل باية ومن معه من الكاثوليك إلى السجن ولم يطلق سراحهم إلا بمساعي المستر داريل الأنكليزي وكيل شركة الهند الشرقية في بغداد بعدما دفعوا مبلغا باهضا من المال. وقد وشى كيورك نزارت سلاحدار احمد باشا ثانية بالأباء الكرمليين، مدعيا قد صيروا النصارى الشرقيين غربيين، وتعهد ان يقدم مائة كيس إلى الخزينة إذا رضي احمد باشا بنزع كنيسة الاباء المذكورين من ايديهم ويسلمها إلى الارمن. عندها زج سليمان باشا في السجن زهاء أربعة واربعين شخصا من وجوه الكاثوليك، ومن بينهم القس مقصود الموصلي الكلداني، ثم استدعى الأب ليانذر فزجره فخرج من عنده خائفا، ولم تمض مدة حتى حضر نائب القاضي مع أحد رجال الحكومة وبلغا امر احمد باشا بأخراج الاباء الكرمليين من مسكنهم والكنيسة وختماهما بختم، فبقي الآباء بدون مأوى فأسكنتهم في بيتها الصغير امرأة مسيحية اسمها بربارة، وبقوا فيه إلى مساء اليوم الثاني. بيد ان الاب ليانذر تمكن من احباط مساعي الوشاة وذلك على يد اخت الوزير احمد باشا التي امرت برفع الختم عن مأوى الاباء الكرمليين وكنيستهم واعادتهما إلى اصحابهما واطلاق سراح السجناء الكاثوليك. ثم امر احمد باشا كهيته سليمان باشا ان يجدد صداقته مع الاب لياندر فاستقبله واكرمه وهدد بضرب كل من يزعج الاباء الكرمليين.
اما مؤسس كنيسة القديس يوسف الحالية الواقعة ازاء الكنيسة القديمة، فهو الأب يوسف (جوزيف) مارية (المتوفى سنة 1898م) الذي جاء بغداد سنة (1858م) ووجد كنيسة الآباء الكرمليين ضيقة جدا فرحل إلى أوروبا سنة (1864م) يجمع تبرعات لاقامة كنيسة جديدة، وفي سنة (1865م) عاد إلى بغداد وشرع ببناء الكنيسة بمساعدة أحد نصارى بغداد واسمه حنوش جبرائيل اصفر، وبعد خمس سنوات من البناء وتحديدا سنة (1871م) اقيم أول قداس بين جدرانها. وفي اوائل اذار سنة (1917م) اتخذ الجنود العثمانيون هذه الكنيسة مستشفى، ولما غادروها احترقت شرفتها الخشبية، وكادت النيران تلتهمها لولا الهمة التي بذلها الاهالي المجاورين لها في اطفاء تلك النيران. وفي عام (1923م) رممت جدرانها الخارجية ودهن داخلها بالاصباغ الزاهية، وهي ما تزال قائمة.

## كنائس الكلدان
بعد ان يأس النساطرة الكلدان من استرجاع كنيستهم المغتصبة والواقعة في محلة كوك نزر من ايدي الأرمن الأرثوذكس وهبت سيدة كلدانية اسمها حمام سنة 1746م دارها الواسعة لأبناء طائفتها ليقيموا فيها كنيسة ومسكنا للكهنة. وقد صادق على تلك الهبة والي بغداد. وكانت تلك الدار مجاورة لكنيسة النساطرة المغتصبة. فهدموها وبنوها بيعة اسموها مريم العذراء. ثم اتوا بذخيرة من ذخائر القديسة مسكنة التي استشهدت مع ابنيها في 25 أيلول 1447م في كرخ سلوخ. فتغلب اسم القديسة مسكنتة على هذه الكنيسة والكنيسة التي استولى عليها الأرمن الأرثوذكس ولا يزال العامة يسمونها بهذا الأسم. وفي سنة سنة 1798م حدث حريق في الكنيسة المغتصبة فزعموا ان الكلدان قد احرقوها. ثم وشوا بهم لدى الوزير سليمان باشا الكبير (المتوفى سنة 1802م) فعرض عليهم غرامة باهظة ابوا ان يدفعوها أو لم يتمكنوا من دفعها فأمر حينئذ بأن تنهب كنيستهم وتهدم فأصبحت خرابا. ثم تركوها واخذوا يترددون إلى كنيسة الآباء الكرمليين. اما كتبها الطقسية وغير الطقسية فاودعت الحكومة قسما منها في القلعة الداخلية (بناية وزارة الدفاع العراقية الحالية) والقسم الباقي ترك مطمورا تحت الأنقاض والتراب. ظلت الكنيسة الخربة في قبضة الحكومة إلى سنة 1809م حيث قام عبوش أغا ترزي باشي بن الياس أغا ترزي باشي الأسيدي لأستخلاص كتبها المودعة في القلعة والمطمورة تحت الأنقاض. وعبوش كان رئيس الخياطين الخاص بالوزير سليمان باشا الكبير وخلفاؤه وهو عم الياس والد سيدي امرأة الكونت جبرائيل أصفر. وسلم عبوش الكتب إلى القس يوسف الكركوماسي الذي وصل بغداد 1808م وبقيت الكنيسة مدة طويلة بدون بناء. فاضطر ابناؤها ان يبيعوها للأرمن الأرثوذكس وأصبحت من اوقافهم. ثم بنوها بيتا تسكن فيه عائلات فقيرة الحال. اما اليوم فلم يبق له أثر اذ ادمج في الشارع الجمهوري.
لما هدم سليمان باشا الكبير الكنيسة المذكورة اعلاه أخذ الكهنة يصلون في كنيسة الآباء الكرمليين أو في دور أبناء طائفتهم ولا سيما في دار القس يوسف الكركوماسي الواقعة في محلة العاقولية. عزم اذ ذاك النائب البطريركي الكلداني بطرس دي تاطالي (المتوفى سنة 1867م) ووجوه طائفته على اتخاذ مصلى خاص بهم فاشتروا دارا ليقيموا فيه طقوسهم وصلواتهم على الموتى من أبناء طائفتهم وكانت هذه الدار تقع مقابل كنيسة الكلدان الحالية واصبحت اليوم روضة أطفال بادارة الراهبات الكلدانيات. وفي سنة 1838م شاد بطرس دي تاطالي المصلى على اسم مريم العذراء (أم الأحزان) وكان سقفه وعواميده من خشب. وبعد مرور ثلاث سنوات وشهرين على بناء المصلى استحسن أبناء الطائفة الكلدانية ان يشيدوا كنيسة أجمل واوسع منه. ففي سنة 1842م شرعوا يهدمون المصلى ويؤسسون في موضعه الكنيسة الجديدة على اسمها القديم. وفي سنة 1860م اشترى القس بطرس بن شمعون رسام قطعة ارض صغيرة وادخلها في الكنيسة الجديدة فطالت بضعة امتار ثم اقام فوق تلك القطعة غرفا لتلاميذ المدرسة ثم ابتاعوا دارا أخرى والحقوها بساحة الكنيسة قصار لها باب آخر من جهة الشمال.
ان الكنيسة بقت ضيقة لا تستوعب أبناء الطائقة الكلدانية الذين ازداد عددهم بالقادمين من انحاء الشرق ولا سيما مدينة الموصل واخذوا يبحثون عن مكان يبنون فيه كنيسة اوسع ففي سنة 1888م وصل إلى بغداد بطريرك الكلدان مار ايليا عبو اليونان فحث كهنته ووجوه الطائفة ان يبنوا كنيسة أخرى واسعة فاشتروا دارا كانت ملاصقة بساحة الكنيسة المار ذكرها ثم ادمجوا فيها دارا أخرى ووضع البطريرك المشار اليه حجر الاساس ووقبل ان يغادر بغداد خول وكيل الأوقاف الكلدانية ان يسحب المبلغ المودع في بنك بومباي ليصرف على تعمير الكنيسة.
بيد ان بناء الكنيسة لم يتم الا في سنة 1898م حيث افتتحها البطريرك مار جرجيس (المتوفى سنة 1899م) باحتفال لم يسبق له مثيل في مدينة السلام. وبعد سنين قلائل ظهر تفسخ في جدرانها، فطوقها المهندس رزوق عيسايي البغدادي من الغرب والشرق بطارمات عريضة ومساند ضخمة من الطابوق فزال بذلك خطر سقوطها. وتعد من أكبر كنائس العراق وانفق عليها زهاء اثنى عشر الف ليرة عثمانية وهي لا تزال إلى اليوم محافظة على اسمها القديم مريم العذراء (أم الأحزان).

## كنيسة السريان الأرثوذكس
بعد بناء بغداد استوطنها السريان الأرثوذكس حيث وصل اليها البطريرك يوسف (المتوفى سنة 792م) لتفقد شؤونهم فحظي بالبراءة من الخليفة المنصور وطاف بيع المشرق . ونزل بغداد البطريرك ديونيسيوس الخامس (المتوفى سنة 1078م) يرافقه المفريان يوحنا الرابع (المتوفى 1106م) فنال البراءة بحقوقه. واتاها البطريرك اثناسيوس السابع (1128م) ففاز بالبراءة تأييدا لرئاسته. ولما دخلها المفريان غريغوريوس خرج لاستقباله وجوه الطوائف واشراف المدينة. وزار الجاثليق مكيخا الثاني (المتوفى سنة 1265م) فانعم عليه بحلة ثمينة. وفي سفرته الثانية عام 1277م احتفى به الجاثليق دنحا (المتوفى سنة 1281م) فانفذ لاستقباله اساقفته واشراف طائفته ولدى زيارته زاد في اكرامه.اما المفارنة والمطارنة والأساقفة فكانوا يترددون إلى مدينة السلام لزيارة أبناء شعبهم فجدوا الجد لتأسيس بيعهم. لقد ترك السريان الأرثوذكس بغداد وبعد مدة رجعوا اليها مع سائر الطوائف النصرانية وبلغ عددهم اربعين عائلة. فشادوا كنيسة في اطراف محلة الميدان الحالية حيث كان يسكن معظم النصارى، وقد جاء ذكرها في سجلات الآباء الكبوشيين في الإستانة تحت حرف م رقم 93. غير ان هذه الكنيسة أغتصبت بعدما عادت بغداد ثانية إلى العثمانيين أيام فتحها من قبل السلطان مراد الرابع سنة 1638م ثم حولت جامعا.

## كنيسة السريان الكاثوليك
لم يكن في بغداد عام 1715م الا حوالي عشرين شخصا من السريان الكاثوليك وفي عام 1731م اضحوا مائة وخمسين ولم يكن لهم كاهن يدير شؤونهم. وفي سنة 1783م اتى من الموصل البطريرك اغناطيوس ميخائيل جروة (المتوفى سنة 1801م) إلى بغداد على اثر وشايات كاذبة ضده. فلاذ بواليها سليمان باشا الذي وقف على براءته وزوده بتوصية إلى حاكم الموصل وأرسله إلى مركز اقامته بكل إعزاز وإكرام. وكان غبطته اذ ذاك قد حل ضيفا كريما لدى الآباء الكرمليين مدة ستة أشهر وعهد اليهم امر أبناء طائفته بكتاب سطره في 3 حزيران سنة 1785م. اما بغداد فكانت تابعة لأبرشية الموصل. نصب السيد قورلس بهنام بشارة (المتوفى سنة 1828م) اسقفا على الموصل وما يليها فطفق يتردد من وقت لآخر إلى مدينة السلام. فقد وافاها سنة 1798م وأقام فيها كاهنا الشماس عبد الكريم بن حنا عبد النور وعاد به إلى الموصل بعدما جاءها في سنة 1813م وفي سنة 1817م وأهتم بأمور أبناء رعيته. فأرسل اليها كهنة من الموصل ومن قرية قرقوش اذ لم يكن لهم كاهن إلى سنة 1785م. ومن اقدم القساوسة البغداديين للسريان الكاثوليك القس يوسف البان والقس يوسف سكمان (سكمن) الذي خدم طائفته في بغداد زهاء اربع واربعين سنة من 1855 - 1899م.
وكان السريان الكاثوليك يعرفون إلى تلك الآونة لدى الحكام والولاة بالسريان الأرثوذكس. فطالبوا الدولة العثمانية بحقوق طائفتهم فأيدتها بفرمان في سنة 1838م وخولتهم ان يشيدوا كنيسة خاصة بهم. وبعد وفاة الأسقف فوركس المذكور اقيم مطرانا على أبرشية الموصل وما يليها عيسى محفوظ (المتوفى سنة 1855م) فأتى الزوراء سنة 1838م ومكث فيها ثلاث سنوات وفي سنة 1841م اتاها ثانية وعمل على تأسيس كنيسة لطائفته، فابتاع سنة 1841م الدار الواقعة في الدرب الشرقي المؤدي اليوم إلى مدخل الكنيسة السريانية الحالي بخمسة آلاف قرش وهذه الدار الأولى للكنيسة الأولى للسريان الكاثوليك في بغداد، وانجز بناءها وقدسها المطران عيسى محفوظ واقام قداسا بين جدرانها ودعاها باسم مريم العذراء المحبول بها بلا دنس، وعلق صورتها أعلى المذبح. وبمرور الزمن ازداد عدد السريان الكاثوليك في مدينة السلام، فاراد البطريرك انطوان سمحيري (المتوفى سنة 1864م) ان يفصل بغداد عن أبرشية الموصل، فأقام أسقفا عليها في سنة 1862م المطران اثناسيوس روفائيل جرخي (المتوفى سنة 1890م) وهو أول أساقفة بغداد للسريان الكاثوليك الذي عزم ان يشيد كنيسة جديدة معتمدا على سخاء أبناء رعيته فابتاعوا دورا ملاصقة للكنيسة القديمة، وكان المطران عيسى المذكور قد ابتاع دورا من اموال كانت وقفا من اشخاص ودمجوها في فناء الكنيسة.
لقد شرع سريان بغداد الكاثوليك يشيدون كنيستهم عام 1862م وقد ادخلوا فيها الكنيسة القديمة القائم عليها الهيكل والسكرستية، وانجزوا بنيانها عام 1863م وفي مساء اليوم نفسه قام بتقديسها المطران جرخي، ولا تزال هذه الكنيسة باقية إلى اليوم.

## كنيسة الأرمن الكاثوليك
في سنة (1805م) ارسل البطريرك الأرمني غريغوريوس بطرس الخامس كوبيلان إلى بغداد الدير خوكاس الأرضرومي (المتوفى سنة 1823م) ليقف على شؤون طائفته، فاشترى وبمساعدة آخرين وأموال البطريرك غريغوريوس دارا كبيرة وأخرى صغيرة ملاصقة بها، وكان موقعهما في محلة سوق الغزل في الموضع الذي تقوم فيه كنيسة الارمن الكاثوليك الحالية. ثم هدمت الدار الصغيرة واضيفت إلى الكبيرة فأصبحت دارا واحدة اتخذها الكهنة مسكنا ومصلى يقيمون رتبهم الدينية في إحدى غرفها المبنية في الطابق الثاني. وفي سنة (1810م) ترك الدير خوكاس بغداد، وسافر إلى مدراس، فأرسل عوضه سنة (1811م) الدير ايساهاك ميكايليان الارضرومي (المتوفى سنة 1828م) فكان كاهنا غيورا على أبناء طائفته فلقب برسول بغداد العامل. وفي سنة (1821م) جاء إلى مدينة السلام الدير اسطيفان بن انطوان فيتسمادنيان الانقري الذي جد في ابتياع دور مجاورة لمسكنه ملاصقة بالمصلى وذلك سنة (1827م) وشاركه اشخاص اخرين في ابتياع دور أخرى وتم وقفها للكنيسة. وفي سنة (1835م) ارسل إلى بغداد الدير كريكور اسدفاظا دوريان (المتوفى سنة 1843م) الذي اجتهد في بناء الكنيسة الحالية، فنالوا سنة (1840م) البراءة السلطانية، ووضعوا حجرها الأول سنة (1841) فأدمجوا في بنائها الدور التي ابتاعها الكهنة الذين سبقوا مجيء الدير كريكور إلى بغداد. وفي سنة (1843م) وصل بغداد الدير توما بصمجيان البغدادي (المتوفى سنة 1875م) فسعى لانجاز الكنيسة، وقد اتمها سنة (1844) وكان اسمها اولا ام المخلص، غير انه قد ابدله بأسم سيدة الانتقال، ثم قدسها بأحتفال عظيم المطران عيسى محفوظ، ويقال ان نفقات بنائها بلغت الف ليرة عثمانية. وفي سنة (1883م) فتح الدير فيلبس مفاكيان البغدادي (المتوفى سنة 1917م) عدة شبابيك في جدران الكنيسة وجدد ابوابها ومذابحها وابقى صورة سيدة الانتقال الكبيرة التي في اعلى المذبح الكبير. وكان الواقف على تصاميمها المهندس الفرنسي تورنيه، وهي لاتزال قائمة إلى يومنا. واقدم من دفن فيها الدير كريكور والدير توما المتقدم ذكرهما.